# 遠藤夏輝
遠藤 夏輝（えんどう なつき、1955年7月15日 - ）は、日本の脚本家、小説家。千葉県館山市生まれ、東京都練馬区育ち。日本工業大学付属東京工業高等学校（現・日本工業大学駒場高等学校）卒業。アウトロー作家として、実録系の脚本や小説の執筆活動をしている。身長170cm。O型。

## 来歴・人物
1955年に千葉県館山市で三人兄弟の末っ子として生まれる。中学三年生の頃からグレはじめ、練馬区で活動していた高校生不良グループの、『練馬グループ』に加わる。その後、神奈川県の相模原市立大野南中学校に転校、卒業後、
目黒区の日本工業大学付属東京工業高等学校（現・日本工業大学駒場高等学校）に入学。高校二年生で、全校生徒三千人の総番長になり、真面目な生徒からも信望されていたため、生活指導課の先生の推選で三年生のときに風紀委員から風紀委員長となる。
高校卒業後、クルマの免許を取得。マツダ・サバンナGTを先輩から譲ってもらい、調布市を本拠地に活動していた、“走りのルート”の異名を持つ暴走族チーム、ROUTE 20 CHOFU（後にROUTE 20 CAR CLUBに改名）に入り、一年後に五代目のリーダーになる。
当時、原宿で活動していたクールスに対し敵意を燃やし、ROUTE 20のメンバー約300人とともに潰しに行ったが、目の前に現れたクールスに衝撃を受け、ROUTE 20の引退を決意。1976年5月16日、三代目が結成したCRS連合を再結成させ引退した。
ROUTE 20 CAR CLUBを引退後、バイクチームのBAD ANGELSを結成し、クールスの弟分として、原宿・表参道を拠点に活動を開始。後に赤いクールスと呼ばれるようになる。
今度はBAD ANGELSが暴走族に狙われるようになり、原宿に大挙して来た暴走族と一触即発の状態になったが、各チームのリーダーたちと顔馴染みだったために回避した。その結果、暴走族を原宿に呼び寄せることになり、日曜日になるたび表参道は暴走族のクルマやバイクで埋めつくされた。そして行政は、暴走族を締め出すために、1977年から表参道を歩行者天国にした。
「俺たちは、クールスの存在があったから原宿で活動した。その結果、表参道は歩行者天国になった。巨大な暴走族チームをも超越したクールスの存在は大きく
クールスが時代を動かした。そう思っている」後の雑誌などのインタビュー等で答えている。
BAD ANGELS時代には舘ひろし、岩城滉一と親交を深め、クールスのメンバーたちと行動を共にしていた。クールスから舘ひろしが脱退することになり、最後の渋谷公会堂でのコンサートはBAD ANGELSに白羽の矢が立ち、ステージ上でのガードを無事にこなした。
BAD ANGELS解散後、雑誌の編集に就き、2002年にVシネマ『実録・北陸やくざ戦争』で脚本家としてデビュー。
2007年に処女作の『原宿ブルースカイヘブン』を世界文化社から出版。1970年代の不良文化を知る不良から転身した唯一の作家といえる。

## 主な作品

### 書籍・BOOK
- 2007年 - 原宿ブルースカイヘブン（世界文化社・刊）
- 2010年 - 東京不良少年伝説（ミリオン出版・刊）[4]
- 2012年 - 原宿ブルースカイヘブン／文庫本（双葉社・刊）
- 2013年 - 原宿バッド・エンジェルス（双葉社・刊）

### DVD
- 2002年 - 実録・北陸やくざ戦争 殺しの盃（主演・白竜）脚本
- 2002年 - 実録・名古屋やくざ戦争 統一への道1（主演・中野英雄）脚本
- 2004年 - 実録・暴走族シリーズ BLACK EMPEROR 鉄の統制（主演・岡崎礼）脚本
- 2004年 - 実録・暴走族シリーズ SPECTER 傷だらけの勲章（主演・高橋祐也）脚本
- 2005年 - 実録・暴走族シリーズ ROUTE TWENTY 疾走の記憶（主演・仁科克基）脚本
- 2009年 - 実録・修羅の統一1（主演・加勢大周）脚本
- 2009年 - 実録・修羅の統一 完結編（主演・加勢大周）脚本
- 2009年 - 新・誠への道1（主演・白竜）脚本
- 2009年 - 新・誠への道2（主演・白竜）脚本
- 2009年 - 新・誠への道 完結編（主演・白竜）脚本
- 2010年 - あにき1（主演・金子賢）脚本
- 2010年 - あにき2（主演・金子賢）脚本
- 2010年 - 総長を護れ（主演・白竜）脚本
- 2010年 - 実録・若頭1（主演・的場浩司）脚本
- 2010年 - 実録・若頭 完結編（主演・的場浩司）脚本
- 2011年 - 修羅の覇道1（主演・原田龍二）原案
- 2011年 - 修羅の覇道2（主演・原田龍二）原案
- 2011年 - 修羅の覇道 完結編（主演・原田龍二）原案
- 2012年 - 実録・抗争の黙示録（主演・中野英雄）脚本
- 2012年 - 実録・仁義の抗争（主演・波岡一喜）脚本

### 映画
- 2012年 - 不良少年・3000人の総番（アタマ）（主演・斎藤工）原作・原案・脚本

### SNS
- 2012年 - 漫画の新聞・マンガで読むニュース／遠藤夏輝のちょっと一言！／SNS

## メディア出演等
- ダラケ! 〜お金を払ってでも見たいクイズ〜（BSスカパー、2017年5月18日放送「伝説の暴走族」）

## 参考リンク
- 「クールスに衝撃受けた」遠藤夏輝氏 - 東スポ、2013年3月4日。
- 元暴走族リーダーが「関東連合」を激白 - 東スポ、2013年3月4日。
- 原宿カルチャーを作った伝説の暴走族チームとは？ 2013年4月2日（2013年4月22日時点のアーカイブ） - 週プレNEWS